# Tiếng Sán Dìu
Tiếng Sán Dìu còn được gọi là phương ngữ Sơn Dao, là ngôn ngữ được sử dụng bởi người Sán Dìu tại Việt Nam, thuộc phương ngữ Quảng Đông Khâm Liêm. Ngôn ngữ này có mối quan hệ với tiếng Xa (trộn lẫn với tiếng Khách Gia) được hầu hết người Xa ở Trung Quốc sử dụng, nhưng kết hợp nhiều yếu tố tiếng Quảng Đông hơn.
Trước đây, các học giả chỉ đề cập rằng người Sán Dìu sử dụng phương ngữ tiếng Quảng Đông, gần với phương ngữ Đông Giang của tiếng Khách Gia pha trộn với tiếng Quảng Đông ở phía đông tỉnh Quảng Đông.
Người Sán Dìu sử dụng tiếng Sán Dìu trong giao tiếp và ca hát hàng ngày. Tuy nhiên, trong những năm gần đây, nhiều thanh niên dân tộc Sán Dìu nói tiếng Việt và khả năng giữ gìn ngôn ngữ mẹ đẻ của họ không mấy khả quan.

## Số thứ tự
| Số thứ tự | Tiếng Sán Dìu                                      |
| --------- | -------------------------------------------------- |
| 1         | ết ( ết xen : 1 Nghìn Việt nam Đồng )              |
| 2         | lóang (loáng xen : 2 Nghìn Việt nam Đồng )         |
| 3         | sam ( sam xen : 3 Nghìn Việt nam Đồng )            |
| 4         | sị ( sị xen : 4 Nghìn Việt nam Đồng )              |
| 5         | ngú ( ngú xen : 5 Nghìn Việt nam Đồng )            |
| 6         | lộc ( lộc xen : 6 Nghìn Việt nam Đồng )            |
| 7         | sết ( sết xen : 7 Nghìn Việt nam Đồng )            |
| 8         | bát ( bát xen : 8 Nghìn Việt nam Đồng )            |
| 9         | kíu ( kíu xen : 9 Nghìn Việt nam Đồng )            |
| 10        | sịp ( sịp xen : 10 Nghìn Việt nam Đồng )           |
| 20        | nghi sịp ( nghi sịp xen : 20 Nghìn Việt nam Đồng ) |
| 30        | sam sịp ( sam sịp xen : 30 Nghìn Việt nam Đồng )   |
| 40        | sị sịp ( sị sịp xen : 40 Nghìn Việt nam Đồng )     |
| 50        | ngú sịp ( ngú sịp xen : 50 Nghìn Việt nam Đồng )   |
| 60        | lộc sịp (lộc sịp xen : 60 Nghìn Việt nam Đồng )    |
| 70        | sết sịp (sết sịp xen : 70 Nghìn Việt nam Đồng )    |
| 80        | bát sịp (bát sịp xen: 80 Nghìn Việt nam Đồng )     |
| 90        | kíu sịp (kíu sịp xen : 90 Nghìn Việt nam Đồng )    |
| 100       | ết bác ( ết bác xen: 100 Nghìn Việt nam Đồng )     |